# Acène

Formule de structure générale des acènes

Les acènes ou polyacènes sont une classe d'hydrocarbures aromatiques polycycliques obtenus en fusionnant linéairement des noyaux de benzène.
Les plus grands représentants ont un intérêt potentiel pour les applications optoélectroniques et sont activement recherchés en chimie et en génie électrique . Le pentacène a été incorporé dans des transistors à effet de champ organique , atteignant des mobilités de porteurs de charge pouvant atteindre 5 cm2 V−1 s−1.
Les 5 premiers membres non substitués sont répertoriés dans le tableau suivant:
Les six premiers membres non substitués de ce groupe se retrouvent dans la table 1.
| Nom        | Formule chimique | Nombre d'anneaux | Masse molaire     | Numéro CAS | Formule développée plane |
| ---------- | ---------------- | ---------------- | ----------------- | ---------- | ------------------------ |
| Anthracène | C14H10           | 3                | 178,229 2 g/mole  | 120-12-7   |                          |
| Tétracène  | C18H12           | 4                | 228,287 88 g/mole | 92-24-0    |                          |
| Pentacène  | C22H14           | 5                | 278,346 56 g/mole | 135-48-8   |                          |
| Hexacène   | C26H16           | 6                | 328,405 24 g/mole | 258-31-1   |                          |
| Heptacène  | C30H18           | 7                | 378,463 92 g/mole | 258-38-8   |                          |

Les derniers membres, l'hexacène et l'heptacène, sont très réactifs et n'ont été isolés que dans une matrice. Cependant, des versions bis (trialkylsilyléthynylées) de l'hexacène et de l'heptacène ont été isolées sous forme de solides cristallins.

## Les plus grands acènes
En raison de leur longueur de conjugaison accrue, les plus grands acènes sont également étudiés. Ils sont également des éléments constitutifs des nanotubes et du graphène. De l'octacène nonsubstitué (n = 8) et du nonacène (n = 9) ont été détectés en isolement matriciel. Un nonacène substitué stable a également été rapporté. En raison de sa gamme de substituants, le composé n'est pas un  diradical mais un composé à enveloppe fermée avec le plus faible espace HOMO-LUMO signalé pour tout acène.

## Composés apparentés
Un groupe apparenté de composés avec des anneaux fusionnés 1,2 et avec des structures hélicoïdales non linéaires sont les hélicènes.
Les polyquinanes et les quinènes sont des anneaux cyclopentanes fusionnés.